# Stefan Dahlberg (statsvetare)
John Erik Stefan Dahlberg, född 17 januari 1975 i Frösö församling i Jämtlands län, är en svensk statsvetare.
Dahlberg gick sin grundutbildning i statsvetenskap vid Mitthögskolan och Umeå universitet innan han genomgick forskarutbildningen vid Göteborgs universitet och disputerade 2009 på avhandlingen Voters' perceptions of party politics: a multilevel approach. Dahlberg har sedan disputationen varit verksam i Göteborg och vid Universitetet i Bergen. Hans forskning berör främst representativ demokrati, demokratisk legitimitet, politiska partier och väljarbeteende ur ett komparativt perspektiv, bl.a. på könsskillnader i röststöd för främlingsfientliga partier.  Dahlberg var 2018–2019 professor i statsvetenskap vid Universitetet i Bergen. och sedan 2019 är han professor i statsvetenskap vid Mittuniversitetet.

## Publikationer (urval)
- Dahlberg, Stefan & Ulf Mörkenstam (2024) Exploring Popular Conceptions of Democracy Through Media Discourse: analysing dimensions of democracy from online media data in 93 countries using a distributional semantic model. Democratization. DOI: https://doi.org/10.1080/13510347.2024.2342485.
- Lindskog, Hilma, Stefan Dahlberg, Henrik Oscarsson & Richard Öhrvall (2023) The Voter  Next Door: Stigma Effects on Advance Voting for Radical Right Parties. Political Studies 1:8.  https://doi.org/10.1177/00323217231216305.
- Bergh, Johannes, Stefan Dahlberg, Ulf Mörkenstam & Jo Saglie (2018) Participation in Indigenous Democracy: Voter Turnout in Sámi Parliamentary Elections in Norway and Sweden. Scandinavian Political Studies.
- Cappellen, Cornelius & Stefan Dahlberg (2017). The Law of Jante and Generalized Trust. Acta Sociologica.
- Harteveld, Eelco, Andrej Kokkonen & Stefan Dahlberg (2017). Adapting to Party Lines: The Effect of Party Affiliation on Immigration Attitudes, West European Politics.40:6.
- Harteveld, Eelco, Dahlberg, Stefan, Kokkonen, Andrej & van der Brug, Wouter (2017) Gender Differences in Vote Choice: Social Cues and Social Harmony as Heuristics. British Journal of Political Science.
- Dahlberg, Stefan & Linde, Jonas (2016) Losing happily? The mitigating effect of democracy and quality of government on the winner-loser gap in political support. International Journal of Public Administration.
- Dahlberg, Stefan & Holmberg, Sören (2016). The Importance of Electoral and Judicial Trust for Regime Support. Review of Public Administration and Management.4:1. Pp. 1-9.
- Dahlberg, Stefan, Ulf Mörkenstam & Ragnhild Nilsson (Eds.) (2016) Sametingsval - Väljare, part2ier och media. Santérus förlag. Stockholm.
- Xezonakis, Georgios, Kosmidis, Spyros & Dahlberg, Stefan (2015) Can electors combat corruption? Institutional arrangements and citizen behaviour. European Journal of Political Research. 55: Pp 160–176.
- Lundmark, Sebastian, Gilljam, Mikael & Dahlberg, Stefan (2015) How to Measure Generalized Trust: Wording and Number of Scale Points. Public Opinion Quarterly.
- Dahlberg, Stefan & Martinsson, Johan (2015) Changing Issue Ownership Through Policy Communication. West European Politics.38:4. Pp. 817-838.
- Harteveld, Eelco, Dahlberg, Stefan, Kokkonen, Andrej & van der Brug, Wouter (2015) The gender gap in populist radical-right voting: examining the demand side in Western and Eastern Europe, Patterns of Prejudice, 49:1-2, Pp. 103-134.
- Dahlberg, Stefan, Linde, Jonas & Holmberg, Sören. (2015) Democratic discontent in old and new democracies - Assessing the importance of democratic input and governmental output. Political Studies. 63: 1. Pp. 18-37.
- Dahlberg, Stefan & Persson, Mikael (2014) Different Surveys, Different Results? A Comparison of Two Surveys on the 2009 European Parliamentary Election. West European Politics. 37:1. Pp. 204-221.
- Dahlberg, Stefan & Holmberg, Sören (2014) Democracy and Bureaucracy: How their Quality Matters for Popular Satisfaction. West European Politics. 37:3. Pp. 515-537.
- Dahlberg, Stefan (2013). Does Context Matter - The Impact of Electoral Systems, Political Parties and Individual Characteristics on Voters’ Perceptions of Party Positions. Electoral Studies. 32. Pp. 670-683.
- Dahlberg, Stefan, Henrik Oscarsson & Lena Wängnerud (editors) (2013), Stepping Stones: Research on Political Representation, Voting Behavior, and Quality of Government. Gothenburg Studies in Politics: 133. ISBN 978-91-89246-59-1.
- Dahlberg, Stefan (2009) Voters’ Perceptions of Party Politics – A Multilevel Approach. Department of Political Science. University of Gothenburg, Sweden. Printed by Livréna AB, Gothenburg. ISBN 978-91-89246-40-9
- Dahlberg, Stefan, Oscarsson, Henrik & Öhrwall, Richard (2008) Förtida röstning i Sverige. Rapport nr 25 i statistiska centralbyråns skriftserie Valundersökningar. Tryck: Livréna AB, Göteborg. ISBN 978-91-89246-39-3
- Dahlberg, Stefan & Oscarsson, Henrik (2006) En Europeisk partirymd? (A European party space) In Oscarsson Henrik & Holmberg Sören (Eds.) Europaval. Department of political science, University of Gothenburg, Sweden.
- Dahlberg, Stefan & Oscarsson, Henrik (2006) A European party space. In: Tóka, Gábor, and Ágnes Bátory. eds. (The 2004 Elections to the European Parliament: Parties and Voting Behavior in Cross-National Comparison). Budapest: DKMKA, * Századvég Kiadó, Budapesti Corvinus Egyetem Politikatudományi Intézet.
- Dahlberg, Stefan (2003) Valrörelsen som demokratiskt ideal (The Electoral Campaign as a Democratic Ideal). In Brothén, Martin (Ed.) Svenska poströstare (Swedish Postal Voters). Department of Political Science, Göteborgs University.